# アグネス・フォン・エスターライヒ
アグネス・フォン・エスターライヒ（Agnes von Österreich,  1151年? - 1182年1月13日）はバーベンベルク家の人物。1168年から1172年まで、ハンガリーのイシュトヴァーン3世の妻としてハンガリー王妃となり、夫の死後、ケルンテン公ヘルマン2世と再婚した。ハンガリー語名はアーグネシュ（Babenbergi Ágnes）

## 生涯
アグネスは、バーベンベルク家出身のオーストリア公ハインリヒ2世と東ローマ帝国のマヌエル1世の姪テオドラ・コムネナの長女として誕生した。
1166年、マヌエル1世とハンガリー王国のイシュトヴァーン3世の和平を仲介していたハインリヒ2世は、アグネスとイシュトヴァーン3世との結婚を提案した。が、すでにイシュトヴァーン3世はハリチのヤロスラフ・オシュミスルの娘と結婚が決まっていた。しかしこの結婚はすぐに終わり、婚姻無効となって彼女は1168年に父親に送り返された。オーストリアとの交渉が再開され、アグネスは同じ年にイシュトヴァーン3世と結婚した 。
アグネスは同年長男のベーラを産んだが夭折した。夫は、1172年3月4日にハインリヒ2世と会った後に突然急死した。アグネスは夫の死の直前に二番目の男児を産んだが、出生直後に死亡した。
夫の葬儀の直後、アグネスは父に連れられてハンガリーを去った。1年後の1173年、シュポンハイム家のケルンテン公ヘルマン2世と結婚した。アグネスとヘルマン2世はウルリヒ2世とベルンハルトの2人の息子を儲けた。
ヘルマン2世は1181年に亡くなり、アグネスも1年後に亡くなった。アグネスは両親と共にウィーンに埋葬された。

## 子女
最初の夫ハンガリー王イシュトヴァーン3世との間に2子を儲けたがどちらも夭折した。
2人目の夫ケルンテン公ヘルマンとの間に2子を儲けた。
- ウルリヒ2世（1176年 - 1202年） - ケルンテン公（1181年 - 1202年）
- ベルンハルト（1176/81年 - 1256年） - ケルンテン公（1202年 - 1256年）